# Steak frites

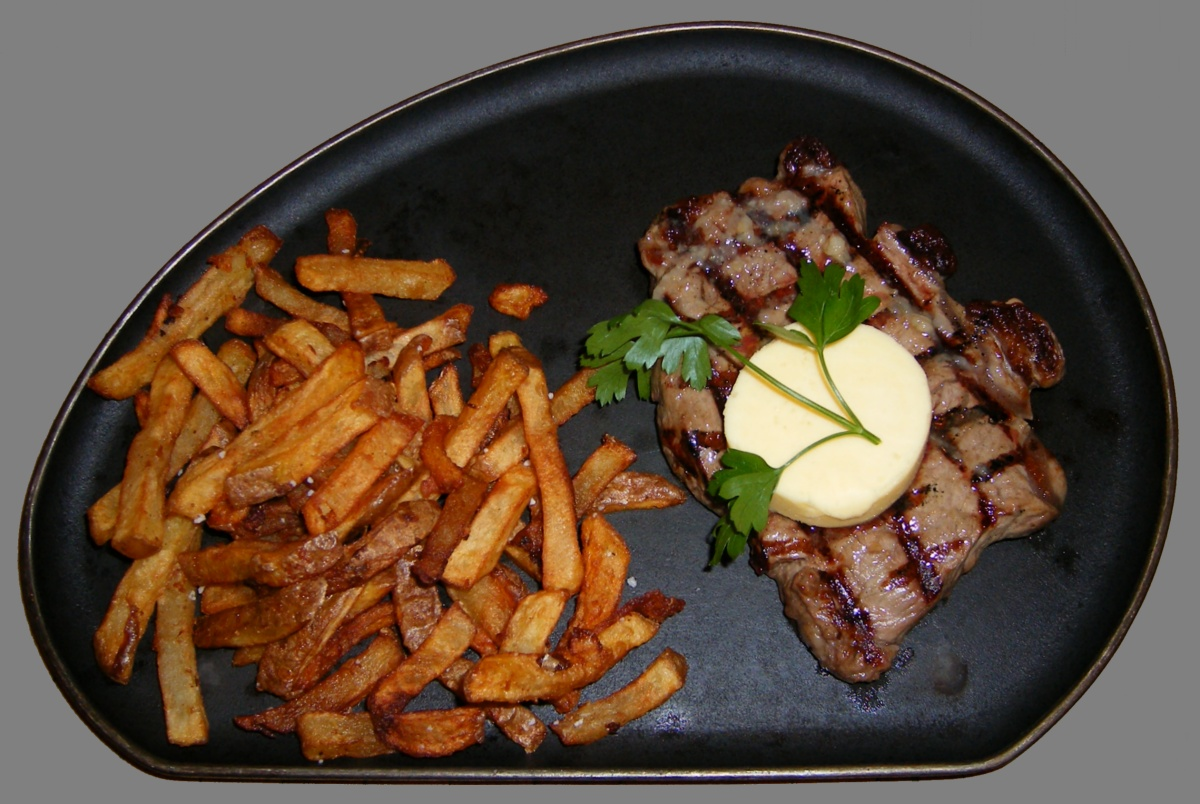
Un steak frites.

El steak frites (literalmente ‘filete con patatas’) es un plato servido con frecuencia en brasseries y restaurantes belgas y franceses.
Se compone simplemente de un filete a la plancha y de papas fritas, acompañadas o no de ensalada y de salsas (mayonesa, mostaza, bearnesa, kétchup, etcétera). Puede también servirse con otras verduras, como los tomates.